# Ostatnie dni (film 2005)
Ostatnie dni (ang. Last Days) – amerykański film fabularny z 2005 roku w reżyserii Gusa Van Santa. Zdjęcia do filmu zostały nakręcone w Garrison oraz w Portland.

## Fabuła
Pogrążony w depresji młody muzyk rockowy Blake, chcąc uciec przed sławą i trudnościami życia, izoluje się od świata.

## Obsada
- Michael Pitt - Blake
- Lukas Haas - Luke
- Asia Argento - Asia
- Scott Green - Scott
- Nicole Vicius - Nicole
- Ricky Jay - detektyw

i inni

## Nagrody i nominacje
- 58. MFF w Cannes

nominacja: Udział w konkursie głównym (Gus Van Sant)
- Film Independent 2006:

nominacja: Najlepsze zdjęcia (Harris Savides)